# Almodóvar del Río
Almodóvar del Río ist eine südspanische Kleinstadt mit 7.981 Einwohnern (Stand: 2024) im Norden der andalusischen Provinz Córdoba.

## Lage und Klima
Die Kleinstadt Almodóvar del Río liegt südöstlich der Sierra Morena auf dem Nordufer des Guadalquivir ca. 27 km (Fahrtstrecke) südwestlich der Provinzhauptstadt Córdoba in einer Höhe von ca. 110 m. Auf dem Gemeindegebiet erstreckt sich der in den 1930er Jahren erbaute Breña-Stausee. Das Klima im Sommer ist warm bis heiß; Regen (ca. 620 mm/Jahr) fällt nahezu ausschließlich im Winterhalbjahr.

## Bevölkerungsentwicklung
| Jahr      | 1857  | 1900  | 1950  | 2000  | 2020  |
| Einwohner | 2.234 | 4.034 | 6.653 | 7.016 | 8.041 |

Aufgrund der zunehmenden Mechanisierung der Landwirtschaft, der Aufgabe bäuerlicher Kleinbetriebe und dem daraus entstandenen Mangel an Arbeitsplätzen wanderten viele Familien und Einzelpersonen seit der Mitte des 20. Jahrhunderts vom Land in die mittleren und größeren Städte ab (Landflucht). Zur Gemeinde gehört auch der ca. 6 km östlich gelegene Ort Los Mochos.

## Wirtschaft
Die Wirtschaft des Ortes basiert immer noch auf der – früher hauptsächlich zum Zweck der Selbstversorgung betriebenen – Landwirtschaft (Weizen, Oliven und Apfelsinen); viele Felder müssen allerdings bewässert werden. Kleinhandel, Handwerk und der innerspanische Tourismus sind ebenfalls bedeutsam.

## Geschichte
Frühgeschichtliche, bronzezeitliche und iberische Kleinfunde wurden auf dem Gemeindegebiet entdeckt. Die Römer nannten den Ort möglicherweise Carbula und bauten hier einen Flusshafen; auch in westgotischer Zeit war der Platz besiedelt. Die Mauren nannten ihn al-Mudawwar al-Adna und errichteten eine Hügelfestung (kasbah). Nach dem Ende des Kalifats von Córdoba (1031) gehörte der Ort zu den Kleinkönigreichen (taifas) von Carmona und Sevilla. Um das Jahr 1240 wurden der Ort und sein Umland durch Truppen Ferdinands III. von Kastilien zurückerobert (reconquista) und anschließend mit Christen aus dem Norden der Iberischen Halbinsel neu- oder wiederbesiedelt (repoblación). Er wurde der Verwaltung Córdobas unterstellt, verlor aber mehr und mehr an Bedeutung.

## Sehenswürdigkeiten
- Wichtigste Attraktion ist das nahe beim Ort auf einem Hügel gelegene und im 20. Jahrhundert umfassend restaurierte Castillo de Almodóvar del Río. Die Burg dient heute als Museum.
- Die im 16. Jahrhundert erbaute Iglesia de la Immaculada Concepción entstand an der Stelle der älteren Kirche Santa María La Blanca. Es ist ein einschiffiger Bau mit Lünettengewölbe sowie Querhaus und Vierungskuppel. Am 21. März 1991 wurde das barocke Altarretabel (retablo) bei einem Brand zerstört.[6]
- Die Ermita de Nuestra Señora del Rosario (ehemals Ermita de San Sebastián) wurde bereits im 13. Jahrhundert gegründet, doch wurde sie immer wieder umgebaut. Der heutige Bau stammt aus dem 18. Jahrhundert.

## Söhne und Töchter der Stadt
- Paco Morán (1930–2012), Schauspieler